# Marc de Fleurian
Marc-Alexandre de Fleurian, dit Marc de Fleurian, né le 7 février 1989 à Ploemeur (Morbihan), est un homme politique et ancien militaire français, membre du Rassemblement national (RN). Il est élu député le 7 juillet 2024 dans la septième circonscription du Pas-de-Calais.

## Biographie
Marc de Fleurian naît le 7 février 1989 à Ploemeur. Il est issu d'une ancienne famille de la noblesse française, originaire de Saintonge.
Admis à Saint-Cyr en 2009, il devient officier de la Légion étrangère et quitte l´armée en 2018 au grade de capitaine,.
Depuis 2020, il est conseiller municipal à Calais et conseiller communautaire de Grand Calais Terres et Mers. Lors des élections municipales, il est tête de liste.
Lors des élections législatives anticipées de 2024, Marc de Fleurian est candidat dans la septième circonscription du Pas-de-Calais où il arrive en tête du premier tour. Au second tour, il est élu avec 51,86 % des voix face au député sortant Pierre-Henri Dumont, candidat des Républicains, qui obtient 48,14 % des voix,,. Les candidats du second tour sont identiques à ceux de 2022, lorsque Dumont remporte un second mandat, avec 55,83 % des voix face à 44,17 %.

## Détail des fonctions et mandats

### Mandats électifs
- Depuis le 8 juillet 2024 : député de la 7e circonscription du Pas-de-Calais